# Смородин, Михаил Александрович
Михаил Александрович Смородин (22 августа 1951, Салдус) — советский и латвийский футболист, нападающий.

## Биография
Первую половину карьеры провёл в соревнованиях КФК в чемпионате Латвийской ССР, в основном играл за клуб «Старт» (Броцены). Серебряный призёр чемпионата и финалист Кубка республики 1973 года. Трижды подряд становился лучшим бомбардиром чемпионата Латвийской ССР — в 1974 году (23 гола), 1975 году (18 голов), 1976 году (19 голов).
В 1977 году был приглашён в ведущий клуб республики — рижскую «Даугаву», игравшую во второй лиге СССР, где стал лидером атак, составив пару нападающих с Александром Старковым. За четыре сезона в клубе забил 100 голов. Лучший бомбардир «Даугавы» в сезоне 1978 года (22 гола), лучший бомбардир второй лиги 1979 года (43 гола, пять хет-триков). Участник футбольного турнира Спартакиады народов СССР 1979 года в составе сборной Латвийской ССР (6 матчей).
В 1981 году выступал в первой лиге за воронежский «Факел», где стал вторым по числу забитых мячей (8 голов) после Геннадия Смирнова.
С 1982 года снова играл в чемпионате Латвийской ССР за различные клубы Риги. Несколько раз входил в тройку лучших снайперов турнира.
После распада СССР провёл два сезона в высшей лиге Латвии в составе «Пардаугавы». В возрасте за 40 лет был одним из самых возрастных игроков и авторов голов в чемпионате.
После окончания игровой карьеры стал футбольным арбитром, судил матчи чемпионата Латвии.